# Highland Park Single Malt

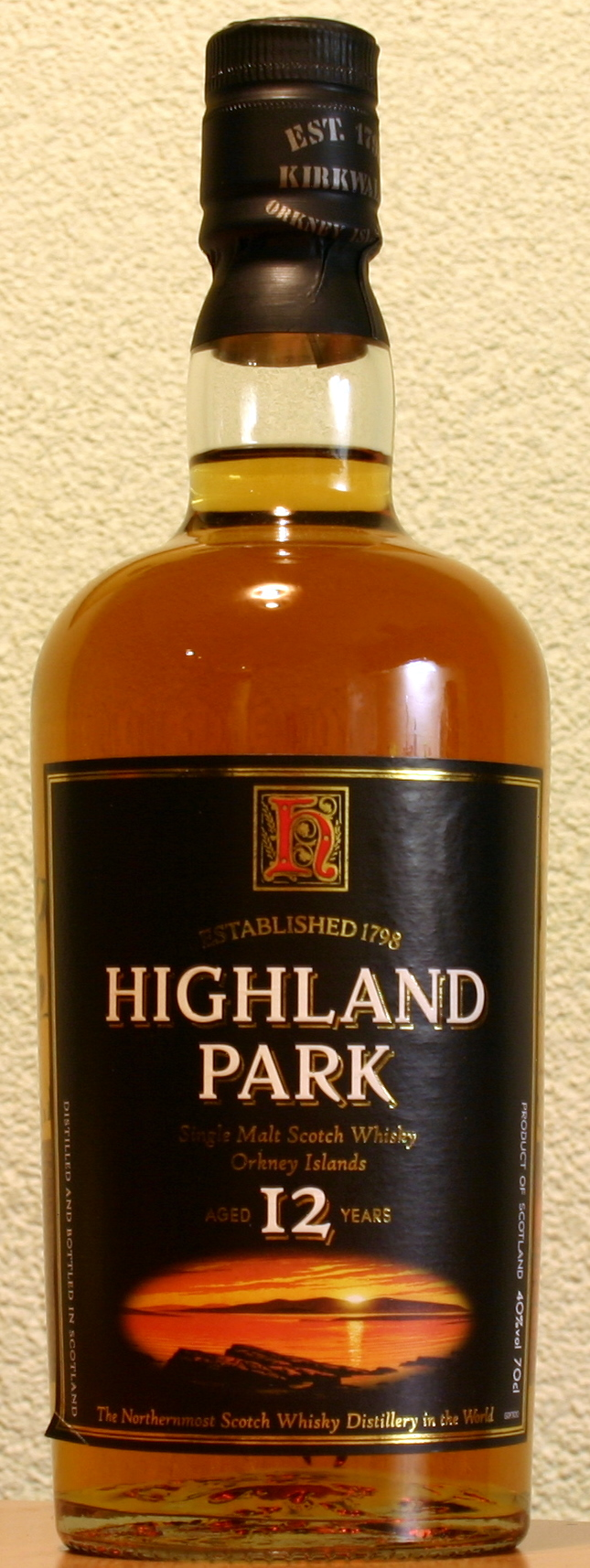
Highland Park Single Malt 12 jaar oud

Highland Park Single Malt is een Schotse single malt whisky, gedistilleerd en gebotteld in de gelijknamige distilleerderij in Kirkwall (Orkney-eilanden). Highland Park is de meest noordelijk gelegen distilleerderij van Schotland, en werd opgericht in 1798. De naam refereert niet zo zeer aan The Highlands (Schotse Hooglanden), als wel aan het feit dat de distilleerderij werd gebouwd op een hoger gelegen gebied.
Highland Park is een van de weinige distilleerderijen die eigen gerst gebruiken, en turf dat in de regio wordt gestoken, in Hobbister Moor.
In 1984 was Highland park de enige whisky die 100% scoorde bij het proefteam van The Scotsman, een landelijke krant uit Schotland. Whiskykenner Michael Jackson noemde Highland Park: de beste all-rounder in de wereld van malt whisky.
De whisky van Highland Park wordt geleverd in 12, 15, 18, 25 en 30 jaar gerijpte varianten. Daarnaast is er een speciale botteling Cappella, die alleen in de distilleerderij zelf beschikbaar is. Highland Park wordt ook gebruikt in de blend The Famous Grouse. De rijping gebeurt in eiken vaten uit Spanje waarin sherry werd gerijpt.